# Édouard Eymond
Édouard Eymond, né le 8 juin 1859 à Bordeaux (Gironde) et décédé le 16 janvier 1942 à Lugon (Gironde), est un homme politique français.

## Biographie
Il est le petit-fils de Pierre Castéja, maire de Bordeaux. Son père Antoine (1797-1858) est notaire et maire de Saint-Loubès (1833-1849). 
Après ses études au lycée, puis à la faculté de droit de Bordeaux, Edouard Eymond entra au Conseil d'État en 1883.  
Auditeur au Conseil d’État en 1884, maître des requêtes en 1894, il termine sa carrière comme conseiller d’État et prend sa retraite en 1918.  
Maire de Lugon, conseiller général de 1891 à 1929, il est élu député de la Gironde sur la circonscription de Libourne à l'élection partielle de 1912, pour remplacer Guillaume Chastenet de Castaing, élu sénateur. Il siège alors avec le groupe des Républicains de gauche. Il perd son siège de député aux élections de 1924, battu par la liste du Cartel des gauches conduite en Gironde par Adrien Marquet et le retrouve de 1928 à 1932, Il est battu aux élections législatives de 1932 par le socialiste Justin Luquot. 
Il ne se présente pas aux élections de 1936 et se consacre dès lors à la viticulture. 

## Sources
- « Édouard Eymond », dans le Dictionnaire des parlementaires français (1889-1940), sous la direction de Jean Jolly, PUF, 1960 [détail de l’édition]